# Bibiana
Bibiana là một đô thị ở tỉnh Torino trong vùng Piedmont, có vị trí cách khoảng 45 km về phía tây nam của Torino, nước Ý. Tại thời điểm ngày 31 tháng 12 năm 2004, đô thị này có dân số 2.998 người và diện tích là 18,6 km².
Đô thị Bibiana có các frazioni (các đơn vị trực thuộcs, mainly villages and hamlets) Famolasco and Madonne delle Grazie.
Bibiana giáp các đô thị: Bricherasio, Luserna San Giovanni, Cavour, Campiglione-Fenile, Lusernetta, và Bagnolo Piemonte.